# Chucky
Charles Lee "Chucky" Ray (também conhecido como O Estrangulador de Lakeshore) é um personagem fictício, o o antagonista principal da franquia Child's Play. Chucky é retratado como um notório assassino em série cujo espírito habita um boneco Bonzinho e continuamente tenta transferir a sua alma do boneco para um corpo humano.

## História
Charles Lee Ray (nascido em 24 de Janeiro de 1958), conhecido como o "Estrangulador de Lakeshore", passava muito tempo com seu instrutor de vodu John Bishop em que era estudante do mesmo. Mostrado no filme A Maldição de Chucky, Charles tinha uma vida dupla como um assassino em série e um civil normal. A certa altura, um amigo em comum o apresentou a uma mulher chamada Sarah Pierce em que Charles ficou cada vez mais obcecado pela mesma e mata o marido pra ficar com ela. Após o funeral, Charles sequestra a Sarah onde é amarra dentro de sua casa segura até que a policia chega e Charles foge de casa acompanhado com Eddie Caputo.
No Brinquedo Assassino, Charles é perseguido por Mike Norris & Jack Santos e é abandonado pelo seu parceiro Eddie em sua van para fugir da polícia, Charles se refugia em uma loja de brinquedos. Baleado no coração pelo detetive e quase morrendo, Charles jura vingança sobre Mike & Eddie e então transfere sua alma para um boneco Bonzinho através do encantamento vodu que destrói a loja devido ao ritual. Charles em sua forma humana é visto como morto pelo Mike. Um dia depois, Charles (que agora está dentro do boneco Chucky) é vendido por um ambulante e comprado pela mãe solteira Karen Barclay para o aniversário do seu filho, Andy Barclay. Primeiro, Chucky mata a Maggie batendo nela com um martelo de brinquedo e fazendo-a cair da janela do apartamento para a morte. Segundo, Chucky mata seu parceiro Eddie Caputo onde liga o gás e explode a casa por conta do tiro de Eddie. Chucky tenta matar Mike até ser atingido no ombro e foge. Chucky visita seu instrutor de vodu John pra buscar respostas onde é informado que sua alma ficara no boneco pra sempre se não transferir sua alma de volta para um humano, mas é recusado por John e Chucky usa um boneco vodu conectado a vitalidade de John pra faze-lo falar. Ele é orientado por John que deve transferir sua alma de volta para um humano se revela para a primeira o seu segredo, descobre que primeira pessoa que contou seus segredos foi Andy e Chucky mata John sem piedade depois de tudo. Em busca de Andy, Chucky mata o psiquiatra infantil Dr. Ardmore eletrocutado e vai atrás de Andy em que o mesmo foge. No apartamento, Chucky é queimado por Andy, feito em pedaços pela Karen e morto por Mike ao ser baleado no coração (que é o ponto fraco).
No Brinquedo Assassino 2, Chucky é reconstruído na base de seus restos pela empresa Bonzinho e os olhos são colocados fazendo reviver onde um funcionário morre eletrocutado. Chucky é levado pelo executivo Elliot Mattson por ordens do ambicioso Haskell Sullivan pra esconder a má publicidade e ele liga para a Grace Poole onde Andy está como tio Charles. Quando Mattson entra no carro, Chucky aponta a arma em Mattson pra ir na casa dos pais adotivos de Andy, na verdade era uma pistola d'agua e cruelmente o mata com um saco plástico na cabeça.

## Detalhes
- O personagem é o quinto dos famosos ícones do terror ao lado de Michael Myers, Jason Voorhees, Freddy Krueger e Ghostface.
- Em 1999, o personagem Chucky foi indicado para o Prêmio MTV Movie de Melhor Vilão do filme Bride of Chucky.